# La Fallera Calavera
La Fallera Calavera és un joc de cartes valencià creat pel denier Enric Aguilar i publicat al març de 2014 després d'un reeixit procés de micromecenatge. Hi poden participar de 2 a 5 jugadors amb una única baralla de 102 cartes. Per a guanyar, un jugador ha de reunir 5 cartes d'ingredient per a poder cuinar una paella. Els participants poden usar qualsevol de les cartes que componen la baralla per aconseguir-ho, perquè cadascuna té funcions específiques indicades en cada targeta. Existixen 27 cartes de tresor, 33 de batalla i 40 especials. Arran de l'èxit del joc de cartes, el febrer de 2015 La Fallera Calavera esdevingué també una novel·la, escrita pel mateix autor del joc, Enric Aguilar, i publicada per Sembra Llibres. En setembre de 2015, Enric Aguilar llançà una nova campanya de micromecenatge per a finançar La Fallera Calavera 2: els ingredients de la discòrdia, una ampliació del joc que afig 52 cartes noves al producte original, a més d'un nou element jugable, la moneda d'humor. El gran èxit del procés desembocà en la publicació en desembre de 2015 de la primera expansió del joc. Amb ella, el nombre de jugadors possibles augmenta a 6.
Actualment s'estan realitzant diverses competicions per tot el País Valencià en les quals es regalen cartes extraordinàries. Estes cartes sols es poden aconseguir a través de competicions i concursos, i per ara en són tan sols tres: el Tio Canya, Ausiàs March i una carta dedicada a Ximo Bayo, la qual es podia aconseguir inicialment amb la compra del nou joc d'Enric Aguilar, Alakazum.

## Elements culturals valencians en La Fallera Calavera.
Tant el joc com la seua expansió i la novel·la fan un ampli recull de personatges i elements de la cultura popular, el folklore i la mitologia valenciana, així com d'algunes localitzacions emblemàtiques. Alguns dels elements presents en el joc són:
- La paella i la fideuà
- El 9 d'octubre, Diada del País Valencià
- La Senyera
- Referència a la Pilota valenciana amb la carta "Pilotari"
- La Delicà de Gandia
- La Dama d'Elx i el Misteri d'Elx
- Jaume I i lo seu pa
- La bellea del moc, una versió de la Bellea del Foc alacantina
- Tombatossals, personatge de la mitologia castellonenca.
- Monleon i les monleonetes, així com una carta per a Canal Nou i una altra per al gos Babalà (escrit Bavalà en el joc)
- L'Alcaldessa Perpètua i, en La Fallera Calavera 2, l'Alcaldessa Destronada, cartes clarament inspirades en Rita Barberà.
- Paquito el xocolater, en referència al famós pasdoble
- El Butoni, la Quarantamaula i el Moro Mussa, espantacriatures propis de la mitologia valenciana
- El Papa Borja
- El Tirant lo Blanc
- Les festes de la Magdalena de Castelló, amb la Reina de les Festes i les gaiates.
- Les falles, els ninots de falla i els masclets de la Mascletà.
- L'Ofrena a la Mare de Déu i la Nit de la Cremà
- La moma, els momos, la cuca fera, i la dansà de la Magrana, tots ells elements de la festa del Corpus
- La Riuà, referència a la Gran Riuada de València, i el seu corresponent Tribunal de les Aigües
- Referència a la Festa de moros i cristians amb la carta "El capità moro"
- La Tomatina de Bunyol
- La Muixeranga d'Algemesí
- El Tirisiti, muntatge teatral amb titelles que es realitza a Alcoi
- La batalla d'Almansa
- La Revolta de les Germanies
- El Centenar de la Ploma
- L'aeroport fantasma, una clara referència a l'aeroport de Castelló
- L'Illa de Tabarca
- La muralla del Castell de Morella
- El Mercat Central de València i la Llotja de la Seda
- El Castell de Peníscola
- Una referència a Marina d'Or amb la carta "Ruleta de Marina Mor"
- Aliments i begudes típics del País Valencià, com la taronja, la carxofa de Benicarló, l'allioli, l'aigua de València, l'orxata i la cassalla